# Pinball: Revenge of the Gator
Pinball: Revenge of the Gator, conocido en América como Revenge of the 'Gator y en Japón como Pinball: 66 Hiki no Wani Daikoushin (ピンボール　66匹のワニ大行進?), es un videojuego de pinball para la Game Boy original. Fue desarrollado y publicado por HAL Laboratory en 1989.